# Награда Сателит за најбољег глумца у мини-серији или ТВ филму
Награда Сателит за најбољег глумца у мини-серију или ТВ филму једна је од Награда Сателит које додељује „Међународна новинарска академија“.

### 1990е
| Година | Глумац           | ТВ филм или мини-серија | Улога             | Извор |
| ------ | ---------------- | ----------------------- | ----------------- | ----- |
| 1996.  | Алан Рикман      | Распућин                | Григориј Распућин | [ 1 ] |
| 1997.  | Гари Синиз       | Џорџ Волас              | Џорџ Волас        | [ 2 ] |
| 1998.  | Делрој Линдо     | Путеви славе            | Метју Хенсон      | [ 3 ] |
| 1999.  | Вилијам Х. Мејси | A Slight Case of Murder | Тери Торп         | [ 4 ] |

### 2000е
| Година | Глумац             | ТВ филм или мини-серија                     | Улога                | Извор  |
| ------ | ------------------ | ------------------------------------------- | -------------------- | ------ |
| 2000.  | Џејмс Вудс         | Прљаве слике                                | Денис Бари           | [ 5 ]  |
| 2001.  | Ричард Драјфус     | Дан када је убијен Реган                    | Александер Хејг      | [ 6 ]  |
| 2002.  | Вилијам Х. Мејси   | Од врата до врата                           | Бил Портер           | [ 7 ]  |
| 2003.  | Џејмс Вудс         | Ђулијани                                    | Руди Ђулијани        | [ 8 ]  |
| 2004.  | Џејми Фокс         | Искупљење: Прича о Стену "Тукију" Вилијамсу | Стен "Туки" Вилијамс | [ 9 ]  |
| 2005.  | Џонатан Рис Мајерс | Елвис                                       | Елвис Пресли         | [ 10 ] |
| 2006.  | Бил Нај            | Гидионова ћерка                             | Гидион Ворнер        | [ 11 ] |
| 2007.  | Дејвид Ојелоуо     | Пет дана                                    | Мет Велингс          | [ 12 ] |
| 2008.  | Пол Џијамати       | Џон Адамс                                   | Џон Адамс            | [ 13 ] |
| 2009.  | Брендан Глисон     | Олуја рата 2                                | Винстон Черчил       | [ 14 ] |

### 2010е
| Година | Глумац             | ТВ филм или мини-серија                          | Улога           | Извор         |
| ------ | ------------------ | ------------------------------------------------ | --------------- | ------------- |
| 2010.  | Ал Пачино          | Не знате ви Џека                                 | Џек Кеворкијан  | [ 15 ]        |
| 2011.  | Џејсон Ајзакс      | Случајеви из прошлости                           | Џексон Броди    | [ 16 ]        |
| 2012.  | Бенедикт Камбербач | Шерлок                                           | Шерлок Холмс    | [ 17 ]        |
| 2013.  | Мајкл Даглас       | Мој живот са Либерачијем                         | Либерачи        | [ 18 ]        |
| 2014.  | Марк Рафало        | Нормално срце                                    | Нед Викс        | [ 19 ]        |
| 2015.  | Марк Рајланс       | Вучје легло                                      | Томас Кромвел   | [ 20 ]        |
| 2016.  | Брајан Кранстон    | All the Way                                      | Линдон Џонсон   | [ 21 ]        |
| 2017.  | Роберт де Ниро     | Мајстор лажи                                     | Берни Медоф     | [ 22 ] [ 23 ] |
| 2018.  | Дарен Крис         | Атентат на Ђанија Версаћеа: Америчка крими прича | Ендру Кунанан   | [ 24 ]        |
| 2019.  | Џаред Харис        | Чернобиљ                                         | Валериј Легасов | [ 25 ]        |

### 2020е
| Година | Глумац         | ТВ филм или мини-серија                   | Улога                     | Извор         |
| ------ | -------------- | ----------------------------------------- | ------------------------- | ------------- |
| 2020.  | Итан Хок       | Птица доброга господа                     | Џон Браун                 | [ 26 ] [ 27 ] |
| 2021.  | Јуан Макгрегор | Холстон                                   | Холстон                   |               |
| 2022.  | Еван Питерс    | Дамер — Чудовиште: Прича о Џефрију Дамеру | Џефри Дамер               |               |
| 2023.  | Гај Пирс       | Шпијун међу пријатељима                   | Ким Филби                 | [ 28 ] [ 29 ] |
| 2024.  | Колин Фарел    | Пингвин                                   | Освалд „Оз” Коб / Пингвин |               |